# La Fornarina
El Ritratto di giovane donna (en español, Retrato de una joven), generalmente conocido como La Fornarina, es una de las obras más representativas del pintor renacentista italiano Rafael Sanzio (1483-1520).
Para su realización, posó la modelo romana y amante del artista Margherita Luti (c. 1493-1522), hija del panadero (en italiano, fornaio) Francesco Luti di Siena, quien ya aparece en otras composiciones del autor, especialmente entre 1510 y 1517. Está pintado al óleo sobre tabla y sus dimensiones son de 85 x 60 cm.
Tras el fallecimiento del artista el 6 de abril de 1520 –el mismo día que cumplía 37 años–, la obra debió de pasar a la colección particular de la condesa de Santaflora, de donde ingresaría en la Galería Nacional de Arte Antiguo de Roma, donde se conserva en la actualidad (n.º de inventario: 2333).
Al parecer, posteriores repintes de algunas zonas del cuadro ocultarían, entre otros elementos, un anillo de boda (descubierto mediante rayos X), colocado en el dedo medio de la mano izquierda de la joven y cuya presencia –supuestamente– habría podido enturbiar la memoria de su difunto autor. Huelga decir que no existen datos documentales acerca del supuesto artífice de los retoques ni, sobre todo, de cuáles fueron sus verdaderas intenciones al realizarlos.
Para algunos investigadores, la obra no estaría terminada, observando al respecto que mientras en la mama derecha no se aprecian las pinceladas, el pecho izquierdo presenta mayor contraste cromático y los trazos del pincel son más sueltos.
En otro orden de cosas, varios autores han considerado la curiosa coincidencia entre el supuesto nombre de la modelo y la perla que pende de su turbante («Margarita»: del griego Μαργαρίτης; literalmente, «perla»).
Se conoce una copia de la obra, tradicionalmente atribuida a Giulio Romano y conservada en la actualidad en la Galería Borghese de Roma (n.º de inventario: 355).

## Descripción de la obra
La joven, que mira ligeramente a la derecha del espectador, aparece semidesnuda en posición sedente en el momento en que se toca el pecho izquierdo con la mano contraria. Sujeta con la misma un velo trasparente que se enrolla en uno de los brazos mientras que en el otro se observa un brazalete con la inscripción RAPHAEL VRBINAS. La parte inferior del cuerpo queda tapada por una especie de amplia falda de colores rojizos y aspecto aterciopelado. La mano izquierda descansa sobre la zona púbica. Los bellos tonos rosáceos de las carnaciones contrastan con los verdes y azules del fondo, lo que acentúa la sensualidad del conjunto.

### Fondo
Tanto las radiografías realizadas en 1978 como las de 1983 y 2000 revelaron la existencia de un paisaje con un río, en cuyo centro –por encima de la cabeza de la modelo– se encuentra un árbol, presumiblemente un mirto, muy similar al del Retrato de Ginebra de Benci de Leonardo da Vinci, generalmente asociado a las tradicionales representaciones pictóricas de Venus.

### Novela histórica
- Haeger, Diane (2008). El anillo de Rafael. Barcelona: Seix Barral. ISBN 978-8432231612.